# جون فورسيث (رجل أعمال)
جون فورسيث هو شخصية أعمال كندي، ولد في 8 ديسمبر 1762، وتوفي في 27 ديسمبر 1867.